# Glóbulo gaseoso en evaporación
Un glóbulo gaseoso en evaporación (en inglés: Evaporating gaseous globule) es una región de gas de hidrógeno en el espacio exterior aproximadamente de 100 unidades astronómicas de tamaño, de tal manera que la sombra de los gases están protegidos por los rayos UV ionizantes. Densas áreas de gas protegidas por estos glóbulos pueden propiciar el nacimiento de estrellas. Fueron identificados por primera vez y de manera concluyente a través de fotografías tomadas por el telescopio Espacial Hubble en 1995.
Son los probables precursores de nuevas protoestrellas. Dentro de un glóbulo gaseoso en evaporación el gas y el polvo son más densos que en la nube de polvo que lo rodea. La gravedad tira de la nube aún más estrechamente junto con el EGG que sigue atrayendo material de su entorno. A medida que la densidad de las nubes se acumula el glóbulo se vuelve más caliente bajo el peso de las capas exteriores, se forma una protoestrella el interior del EGG.
Una protoestrella puede tener muy poco de masa para convertirse en una estrella. Si lo tiene, se convierte en una enana marrón. Si la protoestrella tiene suficiente masa, la densidad alcanza un nivel crítico, donde la temperatura supera los 10 millones deKelvin en su centro. En este punto, una reacción nuclear comienza la conversión de hidrógeno en helio y liberando grandes cantidades de energía. La protoestrella se convierte en una estrella y se une a la secuencia principal en el Diagrama de Hertzsprung-Russell.